# Ecuatitla, Hidalgo
Ecuatitla är en ort i Mexiko.   Den ligger i kommunen Huejutla de Reyes och delstaten Hidalgo, i den sydöstra delen av landet, 190 km norr om huvudstaden Mexico City. Ecuatitla ligger 231 meter över havet och antalet invånare är 253.
Terrängen runt Ecuatitla är huvudsakligen kuperad, men norrut är den platt. Runt Ecuatitla är det ganska tätbefolkat, med 96 invånare per kvadratkilometer. Närmaste större samhälle är Huejutla de Reyes, 10,5 km norr om Ecuatitla. I omgivningarna runt Ecuatitla växer i huvudsak städsegrön lövskog.